# Milton (comté de Brown, Illinois)
Pour les articles homonymes, voir Milton.
Milton est une ville fantôme, du comté de Brown en Illinois, aux États-Unis. Son emplacement géographique précis n'est pas connu.

## Source de la traduction
- (en) Cet article est partiellement ou en totalité issu de l’article de Wikipédia en anglais intitulé « Milton, Brown County, Illinois » (voir la liste des auteurs).